# 東城衞D.C.W. Wake Me Up
台灣搖滾樂團『東城衛』上一張《東城衞D.C.W.同名迷你專輯》發行後時隔一年後，正式發行首張正規專輯《Wake Me Up》，此張專輯為東城衞樂團第二張團體專輯，亦是加盟華納後發行之第二張音樂專輯，共有十首全創作歌曲。

## 專輯佳績
- 發行兩日內，即在五大金榜以11.23%銷售率拿下第三《次於蕭敬騰、楊丞琳》
- 發行兩日內，即在G-Music以3.41%銷售率拿下第六
- 發行後第三周，在五大金榜以8.92僅次楊丞琳的銷售率回升亞軍
- 發行後第三周，在佳佳唱片首次上榜，立即拿下冠軍寶座

## 專輯首播
- 2011年7月25日-首波主打《伊利亞特》Hit FM首播
- 2011年8月1日-第二波主打《WAKE ME UP》中廣首播
- 2011年0月0日-第三波主打《最後的光景》
- 2011年0月0日-第四波主打《HIGH》

## 曲目
| 曲序 | 曲名       | 作詞            | 作曲      | 時間長度 | 附註                                          |
| 01   | WAKE ME UP | 鐙FreeDun 脩Shu | 鐙FreeDun | 3:31     | 伺機而動!!新世代覺醒的獨立宣言！！            |
| 02   | 黑暗曙光   | 脩Shu           | 脩Shu     | 3:29     |                                               |
| 03   | 伊利亞特   | 脩Shu           | 脩Shu     | 4:45     | 西元前的愛情，2011抒情搖滾重現！              |
| 04   | 第一次擁抱 | 脩Shu           | 冥Ming    | 4:45     |                                               |
| 05   | 想飛       | 脩Shu           | 脩Shu     | 4:15     |                                               |
| 06   | 出口       | 脩Shu           | 脩Shu     | 5:36     |                                               |
| 07   | 最後的光景 | 脩Shu           | 脩Shu     | 4:19     | 末日光景，毀滅重生！《萌學園3魔法號令》片尾曲 |
| 08   | HIGH       | 脩Shu           | 脩Shu     | 4:27     | 聲嘶力竭的吶喊，釋放另一面的自我！            |
| 09   | 無限夢想   | 脩Shu           | 鐙FreeDun | 5:09     |                                               |
| 10   | 不走       | 戒Vike 脩Shu    | 戒Vike    | 4:27     |                                               |

## 音樂錄影帶
| 歌名                              | 導演 | 面世日期      |
| --------------------------------- | ---- | ------------- |
| 伊利亞特 （页面存档备份，存于）   | 鄺盛 | 2011年7月28日 |
| WAKE ME UP （页面存档备份，存于） | ate  | 2011年8月4日  |
| 最後的光景 （页面存档备份，存于） | 無   | 2011年9月8日  |
| HIGH （页面存档备份，存于）       | 無   | 2011年9月8日  |

## Wake Me Up 相關

### 簽唱會
- 2011/08/06 15:00 Wake Me Up 高雄漢神百貨簽唱會
- 2011/08/06 19:00 Wake Me Up 台南南方公園簽唱會
- 2011/08/07 15:00 Wake Me Up 台中廣三SOGO簽唱會
- 2011/08/13 14:00 Wake Me Up 台北武昌誠品簽唱會
- 2011/08/13 19:00 Wake Me Up 宜蘭新月廣場簽唱會
- 2011/08/14 15:00 Wake Me Up 嘉義新光三越簽唱會
- 2011/08/21 15:00 Wake Me Up 桃園大遠百簽唱會
- 2011/08/28 15:30 Wake Me Up 花蓮大遠百簽唱會
- 2011/09/03 15:00 Wake Me Up 屏東太平洋百貨簽唱會
- 2011/09/11 14:00 Wake Me Up 新竹大遠百簽唱會
- 2011/09/11 18:00 Wake Me Up 豐原太平洋百貨簽唱會

### 簽名會
- 2010/08/03 13:00 Wake Me Up 台北西門紅樓廣場首簽會

### 演唱會
- 2011/08/27 16:00 Wake Me UP 西門河岸留言

### 通告
- 2011/07/25 Hit FM首播 伊利亞特
- 2011/07/26 中視－綜藝大哥大(錄影)
- 2011/07/28 CHANNEL [V] 首播「伊利亞特」MV(14:00播出)
- 2011/07/31 台視－百萬小學堂(錄影)
- 2011/08/01 i-radio首播「Wake Me Up」(11:20播出)
- 2011/08/02 飛碟電台夜光家族(22:00播出)
- 2011/08/03 『Wake Me Up』發行日
- 2011/08/03 三立－完全娛樂（18:30Live）
- 2011/08/03 尋夢園－聊天室（19:30Live）
- 2011/08/03 大千電台-Super Showpm(22:00Live）
- 2011/08/04 新浪－專訪（14:00）
- 2011/08/05 中廣－Midnight You & Me(00:10Live)@中廣
- 2011/08/05 台視－百萬小學堂(20:00撥出)
- 2011/08/06 台視－百萬大歌星(20:00播出)
- 2011/08/09 八大－娛百百分百聽證會（14:00錄影）
- 2011/08/10 警廣－阿國時間(16:00L)
- 2011/08/11 痞客邦專訪(18:00L)
- 2011/08/16 華視-天才衝衝衝(13:00錄影)
- 2011/08/16 [V]-校園super man(錄影)
- 2011/08/17 東風-Fun音樂(14:00錄影)
- 2011/08/25 中天-給你哈音樂@中視(14:00錄影)
- 2011/08/25 如虹音樂會(20:30L)

### 新聞
- 2011/07/27 東城衛出片 開心平分通告費(中央.中時.新浪)
- 2011/07/28 勒褲帶發片 東城衛吃苦當吃補(聯合)
- 2011/07/28 東城衛滴水不沾 自虐出輯(自由)
- 2011/07/28 東城衛窮困發片(中時)
- 2011/07/28 東城衞去年迷你專輯開紅盤 今夏終於推出全新專輯『Wake me up』
- 2011/08/03 東城衛窮開心 贏獎金還抱走泡麵(中時)
- 2011/08/03 規格大躍進 東城衛搭豪車造勢(中央.自由.聯合.新浪)
- 2011/08/03 東城衛發片 飛行船助陣(中央.Hinet.新浪)
- 2011/08/03 東城衛宣傳新專輯(中央.Hinet.新浪)
- 2011/08/03 東城衛發行首張專輯 坐上保母車感覺好開心(娛百)
- 2011/08/03 鬼月發片沒在怕  東城衞享美女壽司(壹級新聞)
- 2011/08/03 東城衛新專輯台北發片  首次乘坐保母車倍感新奇(Sina Video)
- 2011/08/03 東城衛新專輯「wake me up」大規模造勢(eTV)
- 2011/08/04 東城衛賣破1.5萬張 人體壽司吃到飽(聯合.華視)
- 2011/08/04 東城衛新專輯造勢活動(聯影)
- 2011/08/04 東城衛拚銷量 男體壽司當懲罰(自由.Hinet)
- 2011/08/04 東城衛新專輯若再創銷售佳績，將得"人體壽司"慶功(銀河)
- 2011/08/09 東城衛樂團為新歌拍攝MV (樂視新聞.新浪)
- 2011/08/09 趕跑梅花颱風的熱情 最ㄑ一ㄡ的搖滾團體「東城衛」
- 2011/08/12 東城衛主唱戒 自認不帥想退團(自由.Hinet )
- 2011/08/14 東城衛簽唱會 借Jolin跑車耍帥(自由)
- 2011/08/14 東城衛 獻烤乳豬保庇大賣(中時.Hinet)
- 2011/08/14 東城衛來「陰」的 鬼月發片沒在怕(聯合.華視)
- 2011/08/14 MP掃街遇東城衛 對決黑白切(中時)

### 配樂
- 中華電信《愛，無礙》活動音樂『出口』
- 《愛似百匯 (電視劇)》主題插曲『出口』
- 《愛似百匯 (電視劇)》劇情插曲『想飛』
- 《愛似百匯 (電視劇)》劇情插曲『第一次擁抱』
- 《秘密花園 (韓國電視劇)》片頭曲『最後的光景』
- 《秘密花園 (韓國電視劇)》片尾曲『伊利亞特』
- 《秘密花園 (韓國電視劇)》廣告曲『最後的光景』
- 《秘密花園 (韓國電視劇)》宣傳曲『伊利亞特』
- 萌學園3魔法號令片尾曲『最後的光景』